# Embryotomie
L’embryotomie est une opération chirurgicale visant à extraire un embryon, le plus souvent mort, de l’utérus de sa mère. Le fœtus, souvent en fin de gestation, est découpé dans l'utérus de la mère afin de pouvoir être extrait plus facilement, sans léser les tissus maternels. Pratiquée depuis l'Antiquité, elle a été très progressivement évincée à partir de la diffusion des forceps au XIXe siècle jusqu'aux progrès de la césarienne du XXe siècle. 
L'opération reste utilisée en médecine vétérinaire et garde son utilité dans les régions dépourvues de structures chirurgicales.

## Technique
Différent de l’avortement, il se pratique selon plusieurs modalités :
- cléidotomie : section des clavicules en cas de dystocie des épaules ;
- la craniotomie est une simple perforation du crâne de l’embryon, ce qui permet l’extraction lorsque la tête est suffisamment petite par rapport au bassin de la mère ;
- la céphalotripsie, réservée à des cas sérieux, la tête est percée puis broyée à l’aide d’un céphalotribe ;
- la détroncation ou décollation est utilisée dans les cas où le fœtus se présente par l’épaule : il est alors sectionné au niveau du cou pour permettre son extraction en deux parties ;
- enfin, l’éviscération est utilisée lorsque le corps est très haut dans l’utérus : le bras pendant dans le vagin est coupé à l’aide de ciseaux, puis le thorax est ouvert : les organes internes sont ôtés un à un ; enfin, la colonne vertébrale est brisée et le fœtus extrait au forceps ou au céphalotribe.

En médecine vétérinaire, le veau est découpé à l'aide d'un embryotome, qui consiste en une scie-fil passée dans une gaine protectrice.

## Histoire
L'intervention est déjà décrite par Hippocrate au IVe siècle av. J.-C. On a retrouvé les restes d'un nouveau-né qui a subi cette opération dans un site archéologique de -350.
Quand la césarienne était très souvent mortelle pour la patiente se posait le dilemme moral de sauver l'enfant ou la mère. On choisissait le plus souvent de préserver la vie de la mère.
De nombreux instruments ont été développés par les médecins du XIXe siècle, notamment pour éviter les blessures maternelles en cas de dérapage de l'instrument.